# Anales del Reino de Navarra
Anales del Reino de Navarra (Annales del Reyno de Navarra según el título original) es una publicación oficial promovida por las Cortes de Navarra sobre la historia del Reino de Navarra desde sus orígenes hasta su conquista por Castilla en 1512. Fueron sus autores los cronistas José de Moret y Francisco de Alesón, compendiados por un tercer autor, Pablo Miguel de Elizondo, todos ellos jesuitas.
La primera edición vio la luz entre 1684 y 1715 en cinco tomos. En 1756 salió una nueva edición que, una vez impresa, no fue aprobada por las Cortes de Navarra reunidas en 1757 que, finalmente, ordenaron su destrucción. En 1766 se publicó la segunda edición promovida por las Cortes de Navarra. Posteriormente se editaron en 1890-1891, 1969 y 1988.

## Encargo de la historia oficial del Reino de Navarra (1600)
Cuando arrecia la política centralista de la corona española, las Cortes de Navarra emprenden una contraofensiva para defender la identidad del Reino y para ello recurren a la difusión de dos hechos diferenciadores que consideran irrebatibles, como es su historia, que certifica la independencia política y posterior incorporación, en 1512, a la Corona de Castilla, y su legislación, reunida en el Fuero General, que se publicó en 1686 bajo el título Fueros del Reino de Navarra desde su creación hasta su feliz unión con el de Castilla, según la recopilación hecha por Antonio Chavier.
El primer paso para la elaboración de la historia oficial de Navarra lo da la asamblea de 1600, cuando encomienda a fray Ignacio de Ibero, abad de Fitero, y a Miguel Murillo, síndico de la Diputación, que “tengan cuidado de hacer una Crónica del Reino” basada en las fuentes documentales y con este fin solicitarán permiso a “Su Majestad para visitar cualesquiera archivos y sacar papeles que toquen a esto”.
El encargo no se llevó a efecto, posiblemente por falta de dedicación de fray Ignacio de Ibero, centrado en sus publicaciones sobre la orden del Císter, y de capacidad de Miguel Murillo, un prestigioso jurista aunque sin interés por la investigación histórica.

### OtrosAnalesde los reinos de la corona española
En su proyecto de una historia oficial del reino de Navarra, las Cortes pudieron tomar como referencia los Anales de la Corona de Aragón, escritos por su cronista oficial Jerónimo de Zurita que se publicaron en Zaragoza, entre 1562 y 1580, en cinco tomos. Estudian el periodo transcurrido desde la invasión musulmana hasta el reinado de Fernando el Católico (1479-1516).
Los Anales del Reino de Valencia, preparados por el dominico Francisco Diago ven a luz en Valencia en un tomo en 1613.
Con posterioridad a los de Navarra, los Anales del Reino de Galicia, del sacerdote y polémico historiador Francisco Javier Manuel de la Huerta y Vega, se publicaron en Santiago de Compostela en dos tomos entre 1773 y 1736.

## Nombramiento del cronista del Reino (1654)

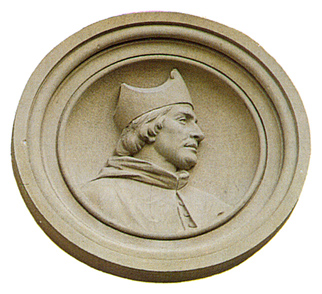
Retrato imaginario de José de Moret en la fachada del Palacio de Navarra

Tendrá que pasar más de medio siglo para que la iniciativa de las Cortes de 1600 se encauce definitivamente. En la asamblea de 1654 se nombra cronista oficial del reino al jesuita pamplonés José de Moret con el cometido de redactar la historia del Reino y publicarla.
Se trata de una persona madura, de 39 años, que viene avalada por el influyente miembro del brazo eclesiástico de las Cortes, Martín de Redín y Cruzat, gran prior de la Orden de san Juan de Malta, al que el jesuita dedicará al año siguiente una obra en latín en la que exaltaba la intervención de las tropas navarras en el levantamiento del sitio de Fuenterrabía impuesto por los franceses en 1638, un acontecimiento en el que Martín Redín y Cruzat había tenido una intervención destacada.

### Contrato con el autor y editor
El contrato que el Reino le ofrece a José de Moret, en principio, parece ventajoso: se entiende que es un proyecto a largo plazo y, en consecuencia, el nombramiento tiene carácter vitalicio, con un “salario” anual de 200 ducados los dos primeros años, “por cuanto en ellos se reconoce las particulares ocupaciones que ha de tener en reconocer por su persona los archivos de este Reino y de fuera de él”, y que en los sucesivos se reducirá a 150, a librar cuatrimestralmente.
La asignación tiene como cometido, en primer lugar, pagar el trabajo del autor y, en su momento, contribuir a la financiación de la edición que este ha de imprimir y vender en beneficio propio. 
Con frecuencia el deficiente estado de las arcas del Reino retrasa los pagos, incluidos los correspondientes al salario del cronista, que se verá obligado a reclamarlos en 1656, 1658, 1662, 1664 y 1678. Esta situación le acarrea agobios económicos, ya que ha renunciado a los ingresos procedentes de la Compañía de Jesús y tiene contratado a un “escribiente”.
Cabe estimar que la exasperante lentitud con que el cronista llevaba a cabo su trabajo incitó a la Diputación del Reino de Navarra a retrasar los pagos como medida de presión. El caso es que 1684, al año siguiente de la publicación del primer tomo de los Anales, se ajustan las cuentas y se constata que el cronista había cobrado, desde su nombramiento en 1654, la importante cantidad de 4.750 ducados y le quedaban por percibir 350 hasta alcanzar la cifra estipulada de 5.100.
El Reino exige a Moret residir en Pamplona —en el momento del nombramiento era profesor de Teología en Palencia—, utilizar fuentes primarias y la presentación con periodicidad anual de los trabajos realizados; aunque en los dos primeros años, dada la complejidad de la empresa, le exime de esta obligación.
Pero la obra avanza lentamente y, en 1662, las Cortes, que se reúnen por vez primera desde el nombramiento del cronista en 1654, se impacientan y encargan a la Diputación que le reclame el original y que comience la impresión. Fue en vano, ya que no tenía texto suficiente para conformar un volumen.

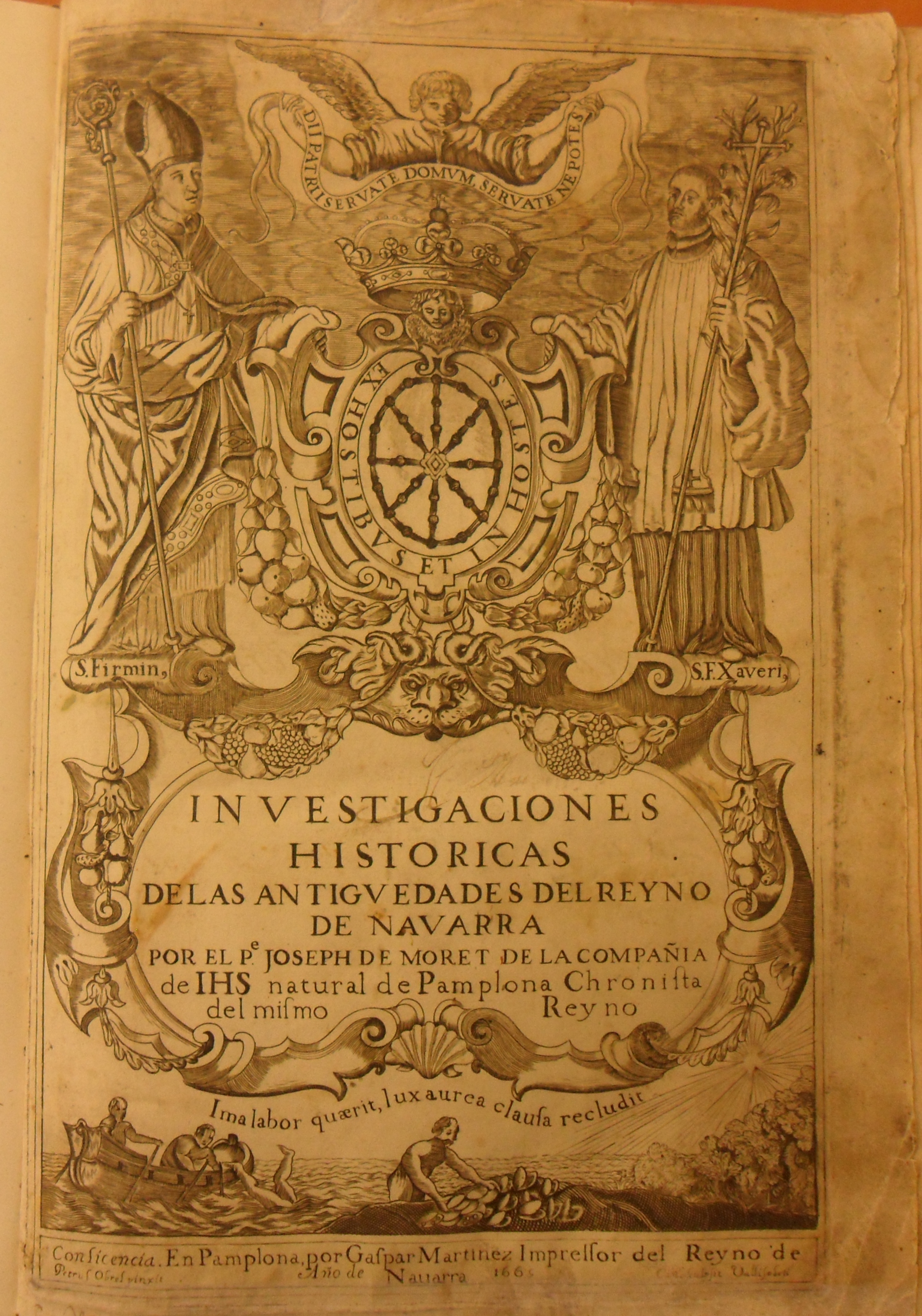
Frontispicio de las Investigaciones históricas (1665)

## Publicaciones previas
José de Moret, en primera instancia, emprendió la tarea de recogida de fuentes y con ellas, once años después de su nombramiento como cronista del reino de Navarra, reunió un volumen que tituló Investigaciones históricas de las antigüedades del reino de Navarra. La polémica que alguna de las tesis recogidas en esta obra suscitó entre determinados sectores, le obligó ha sacar a la luz, trece años después, una obra en defensa de sus planteamientos, las Congresiones apologéticas.

### Investigaciones históricas(1665)
Como “preparación para mayor historia”, Moret había redactado el trabajo de recopilación de fuentes que publicó en 1665, con el título de Investigaciones históricas de las antigüedades del Reino de Navarra. Se trata de un volumen en folio de 740 páginas en el que daba testimonio del alcance y rigor de su trabajo, pero que no cumplía las expectativas del Reino, que le había encargado una exposición histórica sistemática y accesible.
La primera experiencia de Moret como editor resultó calamitosa: entregó al impresor Gaspar Martínez una letrería nueva que este debió de vender sin permiso, lo que retrasó tres años la publicación y mantuvo al tipógrafo en la cárcel durante once meses. 
Han transcurrido cuatro años desde que el cronista había entregado el original de las Investigaciones históricas y no ha vuelto a presentar trabajo alguno, lo cual impacienta a la Diputación que, en 1666, le “ordena” que, de acuerdo con lo convenido, “cumpla sin dilación alguna con entregar a los diputados todos los cuadernos [originales manuscritos] que hubiere trabajado” desde 1662. 
A

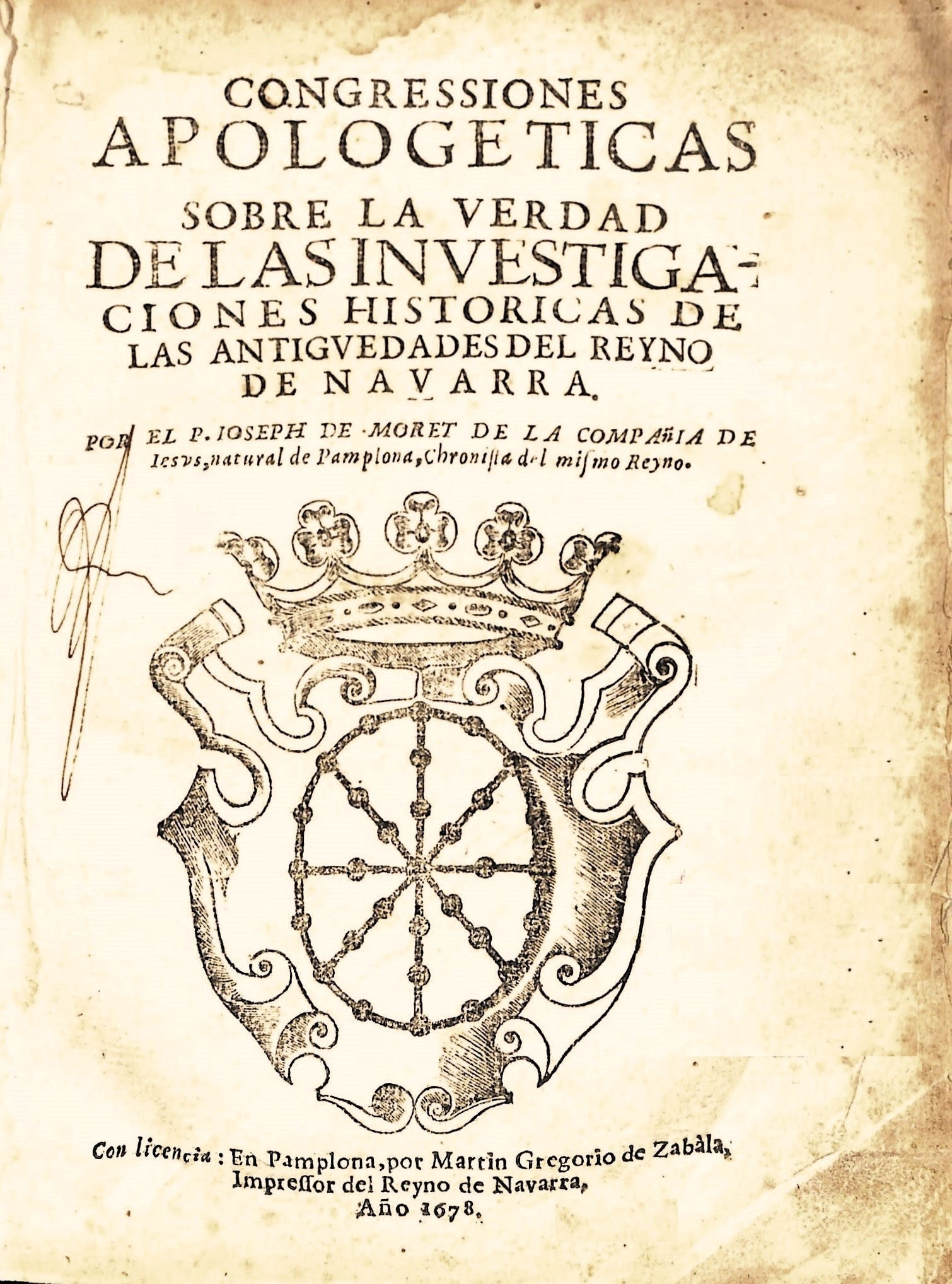
Congresiones apologéticas (1678)

Para presionarlo, recurren al General de la Compañía de Jesús, que comprende y apoya las quejas del Reino. Moret se disculpa aduciendo los problemas que ha tenido con la edición de las Investigaciones históricas a causa de “los embarazos y detenciones del impresor [Gaspar Martínez]”; además, no ha tenido “alivio en el despacho de ella [la tirada de las Investigaciones históricas], por el fraude que ha habido en el dicho despacho de que, como es notorio, tiene puesto pleito”.

### Congresiones apologéticas(1678)
A pesar de los requerimientos de la Diputación, Moret avanza lentamente y, al fin, en 1678, ve la luz su segundo trabajo, las Congresiones apologéticas sobre la verdad de las Investigaciones Históricas que conforman un volumen, en folio, de 596 páginas. En esta ocasión ha encomendado la tirada al impresor del Reino, Martín Gregorio de Zabala. 
En esta obra, a lo largo de 15 “congresiones” o capítulos, el autor refuta las críticas que había recibido por las Investigaciones históricas, publicadas hacía 13 años, y reafirma su tesis de que el Reino de Navarra era más antiguo que los de su entorno. 
Así pues, las Investigaciones históricas y las Congresiones apologéticas son estudios preliminares a los que el autor ha dedicado 24 años de trabajos como cronista del Reino. Se ha centrado en ellos como paso previo para acometer la magna obra de los Anales del Reino de Navarra que le habían encargado las Cortes en 1654.

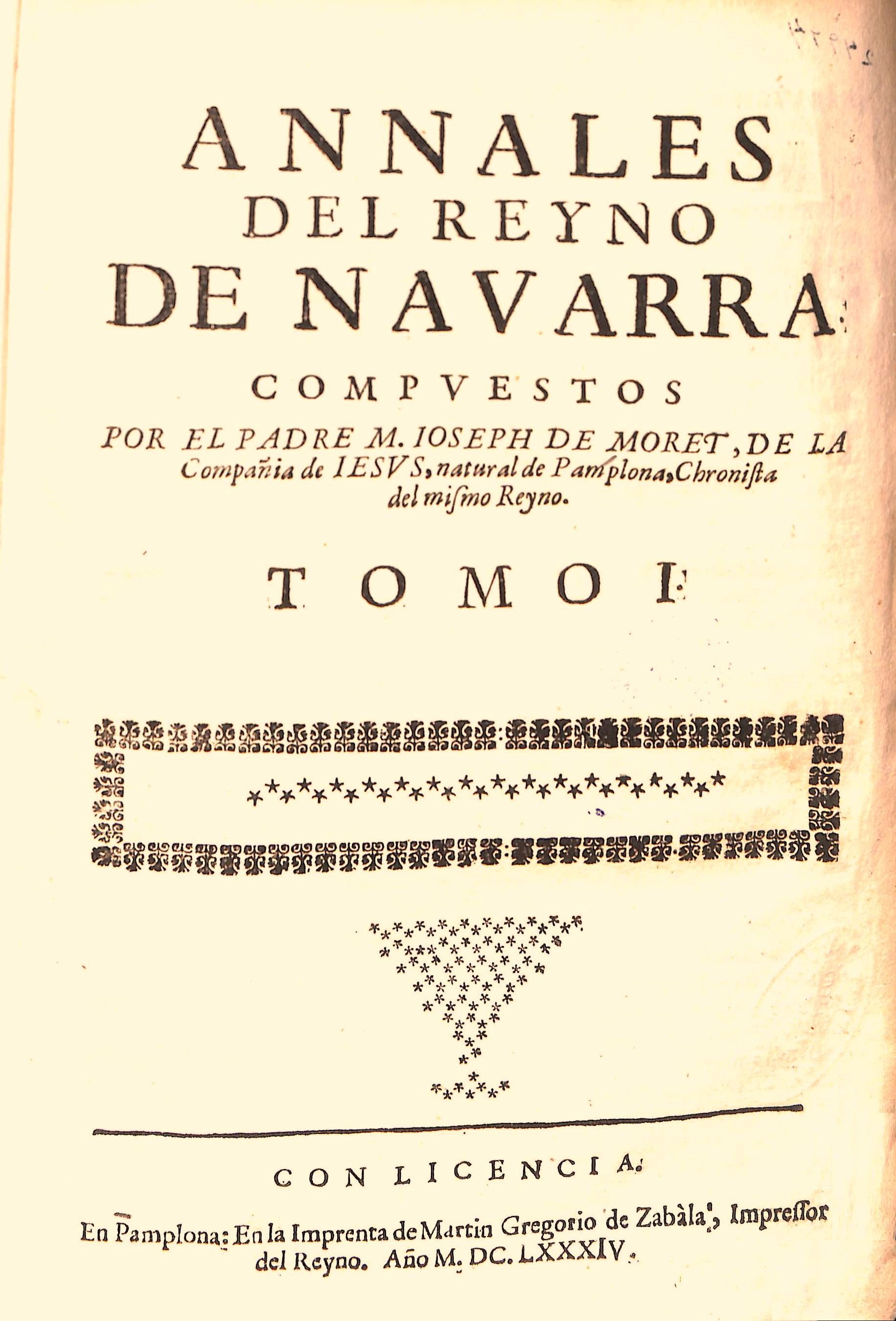
Tomo primero de la primera edición de los Anales de Moret (1684)

## Aparece el primer tomo de losAnales(1684)
En 1674 Moret había entregado el original del primer tomo y “más difícil de los Anales”, según confiesa, a sus superiores de la Compañía de Jesús para la preceptiva revisión, y, una vez obtenida la licencia eclesiástica, lo pasó la Diputación que a su vez lo puso en conocimiento de las Cortes cuando se reunieron tres años después.
Al fin, coincidiendo con la apertura de las Cortes de 1684, al cabo de tres décadas desde que se le hizo el encargo, publica el primer tomo de los Anales del Reyno de Navarra. Se trata de un volumen en folio, de casi 900 páginas, impreso por Martín Gregorio Zabala, el mismo que seis años antes le había sacado a la luz las Congresiones Apologéticas, y que el cronista ha financiado íntegramente de acuerdo con lo estipulado en su nombramiento.
Tres años después, en 1687, fallecerá José de Moret dejando medianamente redactados los originales correspondientes a los tomos segundo y tercero.

## Alesón, sucesor de Moret (1690)
Para continuar con el ambicioso y arduo proyecto de los Anales, la Diputación nombra un nuevo cronista. El cargo recae otra vez en un jesuita, nacido en Viana, Francisco de Alesón. Para ello solicita permiso al General de la Compañía de Jesús que le pone reparos aduciendo que el Papa Inocencio XI había prohibido a los jesuitas dedicarse a escribir historias no religiosas; la muerte de pontífice en 1689 salvó este escollo y pudo acceder a la solicitud del Reino, que insistía en que el nombramiento no era, como en el caso de Moret, vitalicio, sino temporal, “hasta que acabe lo poco que falta”.
No resulta fácil comprender el nombramiento de Alesón como cronista, dado que se trataba de un personaje sin relevancia intelectual a pesar de ser una persona madura, de 53 años. En todo caso cabe señalar que había sido compañero de Moret en el colegio que los jesuitas tenían en Pamplona y, posiblemente, estaba al tanto de sus trabajos de cronista. En cuanto a las condiciones económicas, eran las mismas que venía disfrutando el Moret: 150 ducados anuales.
Cuando se han despejado las dificultades que entorpecían el nombramiento de Alesón, todavía queda un escollo para su traslado a Pamplona: es rector de Loyola y ha de esperar a terminar su mandato que concluye en 1692. Esta circunstancia no impide su nombramiento como cronista el 10 de mayo de 1690 y, a partir de este momento, trabaja, en el sosiego del colegio de Loyola, en el manuscrito del tomo segundo comenzado por Moret que consta de 268 hojas. Su propósito es completar algunas lagunas, especialmente referidas a nombres y fechas, que Moret había dejado en blanco, y, en lo demás, respetar al máximo el original ya que considera que “será bien que salga a la luz sin alterarse en cosa alguna que toque a la sustancia, como yo lo he observado por el mérito de la misma obra y reverencia a su autor”.

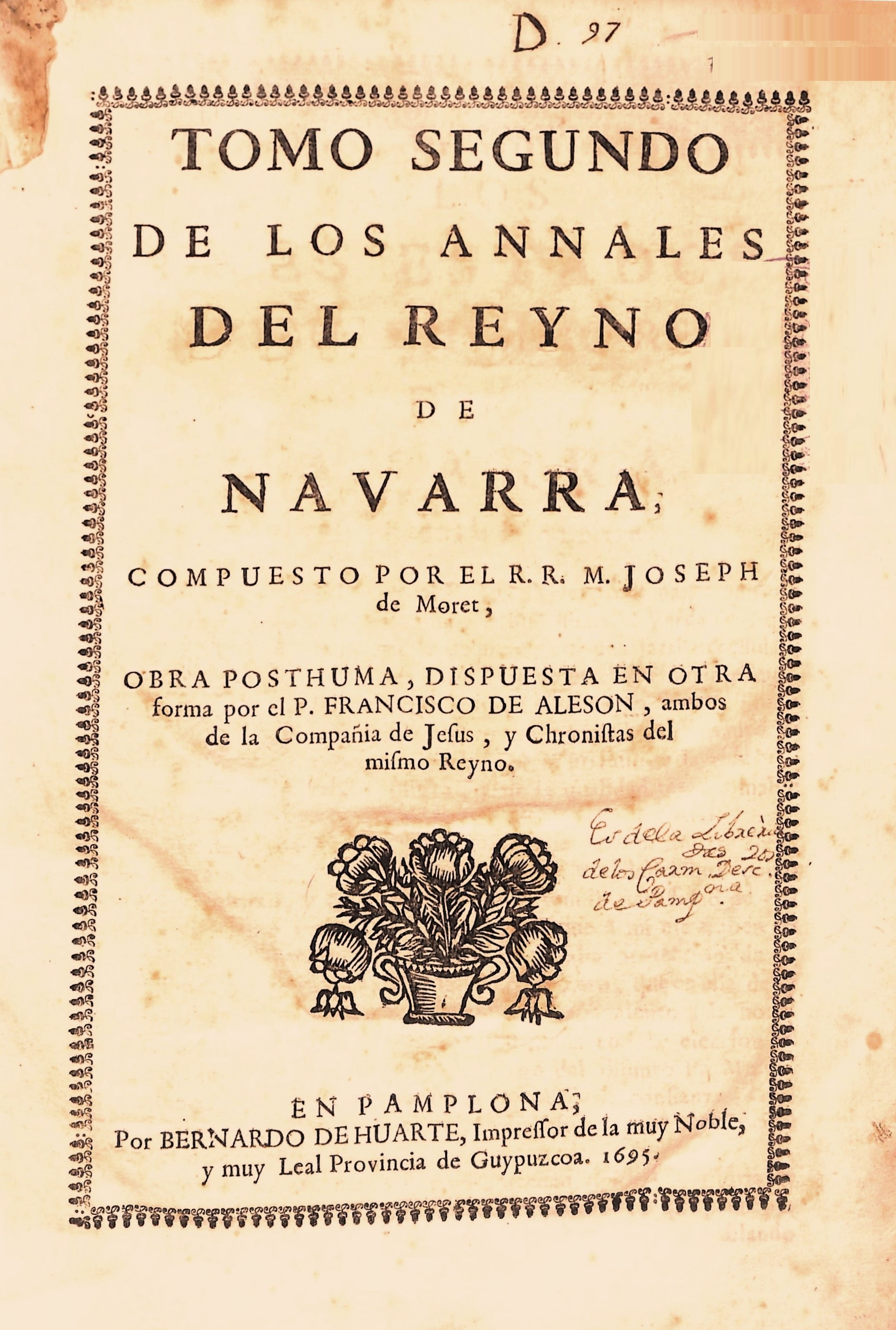
Tomo segundo de los Anales, terminado por Francisco de Alesón (1695)

Esta declaración inicial de respeto a la obra del primer cronista, al parecer, no fue suficiente ya que, cuando Alesón preparaba el tercer tomo de los Anales a partir del texto de Moret, la Diputación le ordenó no hacer cambios, a lo que el historiador, para despejar suspicacias, respondió: “Ninguno más que yo estima y venera los escritos del P. Moret y nunca fue mi intento apropiármelos y sacarlos en mi nombre”, y así fue: en la portada del tomo tercero se precisa que es ”obra póstuma y última del Padre José de Moret, con escolios y adiciones al fin del P. Francisco de Alesón”.

### Publicación de los cuatro tomos restantes (1695-1715)
Alesón cumplió el encargo de las Cortes con la misma parsimonia que Moret y, al cabo de cinco años desde su nombramiento, en 1695, dio a la luz el segundo tomo de los Anales, impreso en el taller de Bernardo de Huarte. En la portada se dejaba constancia de que el volumen había sido "compuesto por el R.R. M. Joseph de Moret, obra posthuma, dispuesta en otra forma por el P. Francisco de Alesón".
El tercero, también elaborado a partir del original de Moret, tardará en llegar nueve años (1704), y para su conclusión contribuiría la determinación de la Diputación de no pagar al cronista su salario durante cuatro años, desde 1699 hasta 1703, año en el que intervino el virrey para que se le abonara. En su impresión intervino el tipógrafo vallisoletano Fernando Cepeda, contratado por Alesón para acometer este encargo, y posteriormente se incorporaron a los trabajos los impresores oficiales del Reino Juan José Ezquerro y Francisco Picart. Como en el tomo anterior, en la portada se dejaba constancia de la autoría de José de Moret: "Obra posthuma y ultima del Padre Joseph de Moret, con scholios y addiciones al fin del P. Francisco de Alesón".
Los tomos cuarto y quinto, de los que ya es el único autor, aparecerán en 1709 y 1715 impresos por Francisco Picart. El último cierra la historia del reino independiente de Navarra, aborda la incorporación a Castilla, que Alesón considera “el punto más crítico de nuestra historia”, y termina con el asalto de las tropas de Carlos V a la Roma papal en 1527.
Francisco de Alesón, en la dedicatoria del tomo V a las Cortes del reino, manifiesta que tiene documentación suficiente para concluir los Anales con un nuevo volumen: "Porque, sobre el aparato de materiales que tengo prevenidos, y en mucha parte labrado para el sexto y último tomo de sus Anales [...]". No pudo llevar a cabo su proyecto porque la muerte le llegó, a la avanzada edad de 81 años, en el mismo año en que publicó estas líneas.

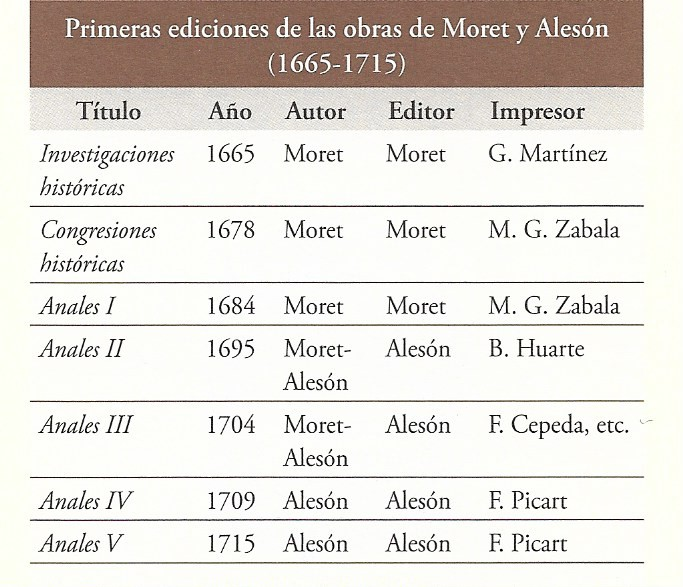
Cronología

### Estructura y contenido de los cinco tomos
Primera parte

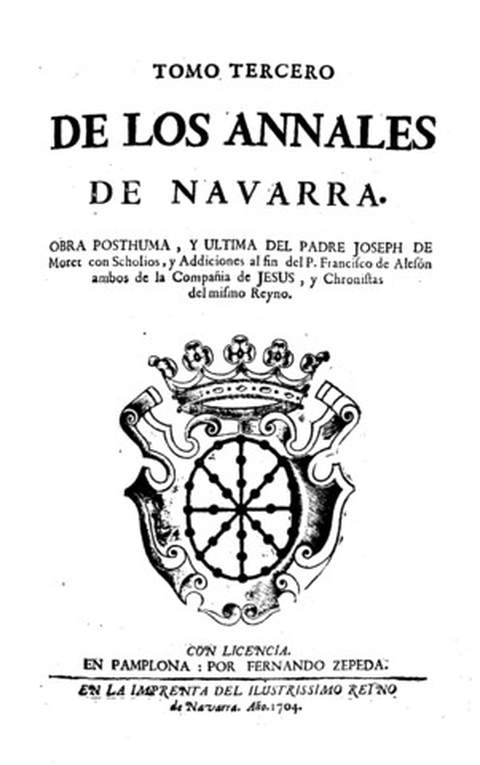
Tomo III de los Anales publicado en 1704

- Tomo I (Libros 1-14), (1684), desde los orígenes hasta Sancho el de Peñalén (1076)
- Tomo II (Libros 15-20), (1695), desde Sancho el de Peñalén hasta Sancho VII el Fuerte (1234)
- Tomo III (Libros 21-29), (1704), desde Sancho el Fuerte hasta Felipe III de Navarra (1343)

Segunda Parte
- Tomo I (Libros 1-10), (1709), desde Carlos II de Navarra hasta Francisco Febo (1483)
- Tomo II (Libros 11-25), (1715), desde Catalina I de Navarra hasta el saqueo de Roma por Carlos V (1527)

### Financiación de losAnales
La edición de los cinco volúmenes de los Anales, en principio, sería por cuenta del autor, que también actuaría como editor. Con este fin, en concepto de salario y ayuda para la impresión, el Reino asignaba al cronista, anualmente y con carácter vitalicio, 150 ducados, además de dejarle el beneficio de las ventas de la obra. 
Pero los hechos demostraron que, en esas condiciones, la empresa editorial era inviable económicamente. Por este motivo la Diputación se vio obligada a conceder a Alesón trescientos ducados, como “ayuda de costa”, para sacar adelante la tirada a cambio de recibir cien ejemplares, sin cargo alguno, destinados al reparto institucional en Pamplona y Madrid. 
Además, le prestó la letrería que, en 1703, había comprado en Burdeos para la impresión del tomo tercero de los Anales y que también se empleará en los dos últimos.

## Elizondo, el último cronista (1716)

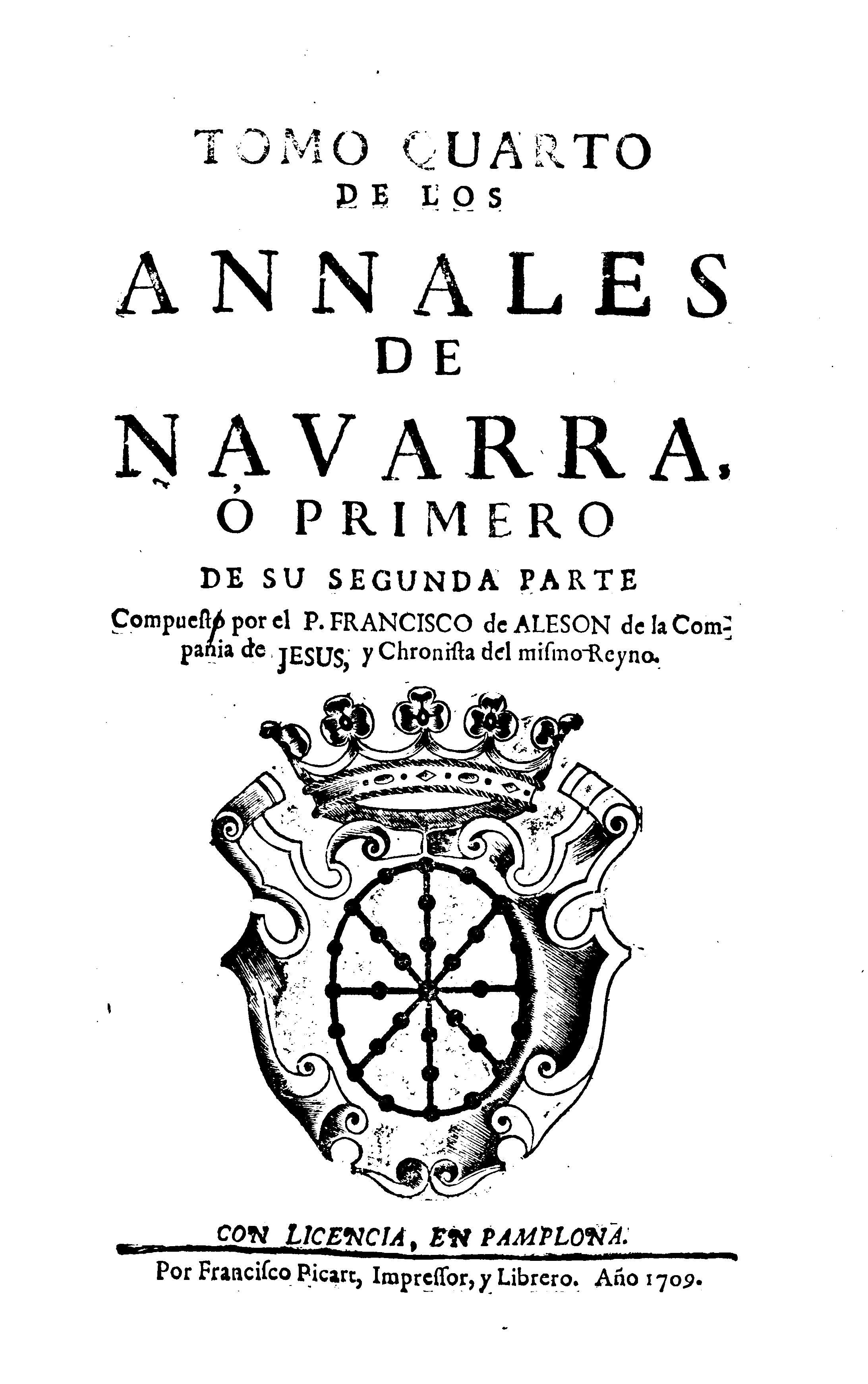
Tomo cuarto de los Anales, redactado íntegramente por Francisco de Alesón (1709)

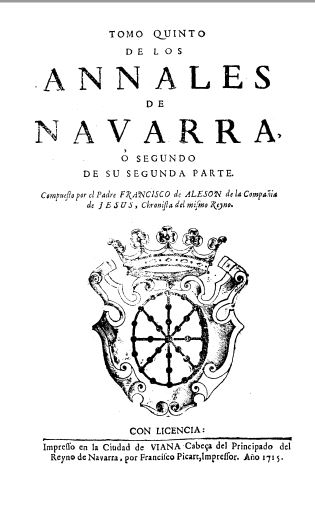
Tomo quinto y último de los Anales (1715)

Coincidiendo con la aparición del quinto tomo, en 1715, fallece Alesón y al año siguiente es nombrado cronista del Reino el jesuita pamplonés Pablo Miguel de Elizondo, hermano de Joaquín Elizondo Alvizu, al que las Cortes han encomendado la redacción de la Novíssima recopilación de las leyes del Reino de Navarra que verá la luz en 1735.
El nuevo cronista recibe el encargo de sacar, con carácter inmediato, un “epítome” de la Historia de Navarra a partir de los Anales de Navarra. Elizondo entrega el original en 1721 pero no se lleva a la imprenta porque las Cortes de 1724 consideran que la edición no es urgente ni siquiera prioritaria: se hará si hay dinero y, en todo caso, después de la publicación de la Novísima Recopilación de las leyes del reino de Navarra, que se publicó en 1735. 

### Ediciones delCompendiode losAnales
Al fin, en 1732, a iniciativa de un particular, el pamplonés Juan Bautista Gayarre, se publica el Compendio de los cinco tomos de los Anales de Navarra. El editor goza del privilegio de la obra por diez años y la venta tiene una tasa favorable de ocho maravedís el pliego, con la que cabe esperar que recupere lo invertido. El Reino, a cambio de la cesión de los derechos de edición, le exige 110 ejemplares para reparto institucional. La obra, un volumen en folio de 780 páginas, estaba agotada en 1766 y se planteó su reedición en un formato más popular, como el octavo, aunque, finalmente, no se llevó a la práctica. 
José Yanguas y Miranda en 1832 publicó un resumen de los Anales, más crítico que el de Elizondo, que tituló Historia compendiada del Reino de Navarra. La edición contó con el apoyo económico de la Diputación y la impresión se llevó a cabo en el taller que Ignacio Ramón Baroja tenía en San Sebastián. El volumen, un volumen en cuarto de 447 páginas, incluía un cuadro genealógicos de los reyes del Navarra.

### Índices de losAnales
Elizondo, además del Compendio de los Anales, recibe el encargo de elaborar el “índice y tabla” de los cinco tomos de los Anales “y que después continúe la Historia [del reino de Navarra]”. Para ello se le asigna el sueldo de 150 ducados anuales, el mismo que su predecesor. Los índices elaborados por Elizondo al final se publicaron en la segunda edición de los Anales aparecida en 1766.
Sin embargo, Elizondo justamente pudo redactar el Compendio de los cinco tomos de los Anales de Navarra y fue incapaz de continuar con la obra de Moret y Alesón, motivo por el que, al cabo de nueve años, las Cortes de 1724 decidieron cesarlo como cronista. Debió de ser a pesar suyo, a tenor de la petición que su hermano dirigió al Reino: "Se sirva reelegir al padre Pablo [Elizondo], su hermano, por su cronista, continuándole el favor y honra que se dignó hacerle en las últimas Cortes [de 1716]". La respuesta fue negativa, al igual que la petición de concederle con carácter indefinido 50 ducados “de ayuda de costa durante la voluntad del Reino”, que fue presentada tres veces a votación y otras tantas rechazada.

## La polémica edición de losAnales(1756)
Cuando han transcurrido 35 años desde la aparición del quinto y último volumen de los Anales la obra está agotada y, a iniciativa del impresor y editor de Pamplona Miguel Antonio Domech, se propone una nueva edición, con nuevos grabados y con el texto estructurado en libros, capítulos y párrafos. 
En 1752 se suscribe el contrato en virtud del cual la Diputación correrá con los gastos de impresión y encuadernación a cambio de la recepción de 500 ejemplares y, por su parte, Domech tendrá derecho a 250 ejemplares que destinará a la venta. 
La obra constará de siete volúmenes, los cinco de los Anales más los dos que Moret había publicado con anterioridad: Investigaciones históricas de las antigüedades del Reino de Navarra y las Congresiones apologéticas.
Para ilustrar esta obra Domech encargó a Manuel Beramendi, "natural de esta ciudad [de Pamplona], artífice platero y abridor de láminas", la apertura de 44 planchas con los retratos de los monarcas. Garantizó que las iba a grabar "todas a buril que, aunque es más laborioso, es mucho más permanente y durable que abriéndolas con aguafuerte". Sin embargo su trabajo no gustó a los revisores nombrados por la Diputación que lo encontraron poco solemne. Sea como fuere, el grabador cobró 20 pesos por cada plancha, lo que supuso un total de 880, mientras que Domech presupuestó para el papel y la impresión 620. Como se ha adelantado, la edición no vio la luz, sin embargo, las planchas calcográficas se han conservado y publicado.

### Destrucción de la tirada
La impresión se retrasó más de lo previsto y, al fin, cuando acababa 1756, ya estaban disponibles los siete tomos. La Diputación encargó la revisión del texto para elaborar la correspondiente fe de erratas y enseguida recibió alarmantes noticias sobre la incorporación al original de “adiciones y notas extrañas” introducidas por Miguel Antonio Domech por su cuenta y riesgo. 
Las Cortes, a la vista de los informes recibidos, decretaron que la obra era “imperfecta” y ordenaron la recogida y destrucción de la tirada, que se llevó a cabo tres años más tarde, en 1759, enterrándola en cal viva. 
La impresión se había presupuestado en 23.625 reales, de los que la Diputación, el 14 de diciembre de 1756, había adelantado 8.000 que Domech devolvió puntualmente el 7 de marzo del siguiente año. Y así, tuvo que hacer frente al ingente gasto realizado, pagando muy caras sus veleidades históricas sobre un texto que ya formaba parte intocable de la historia oficial del reino de Navarra.

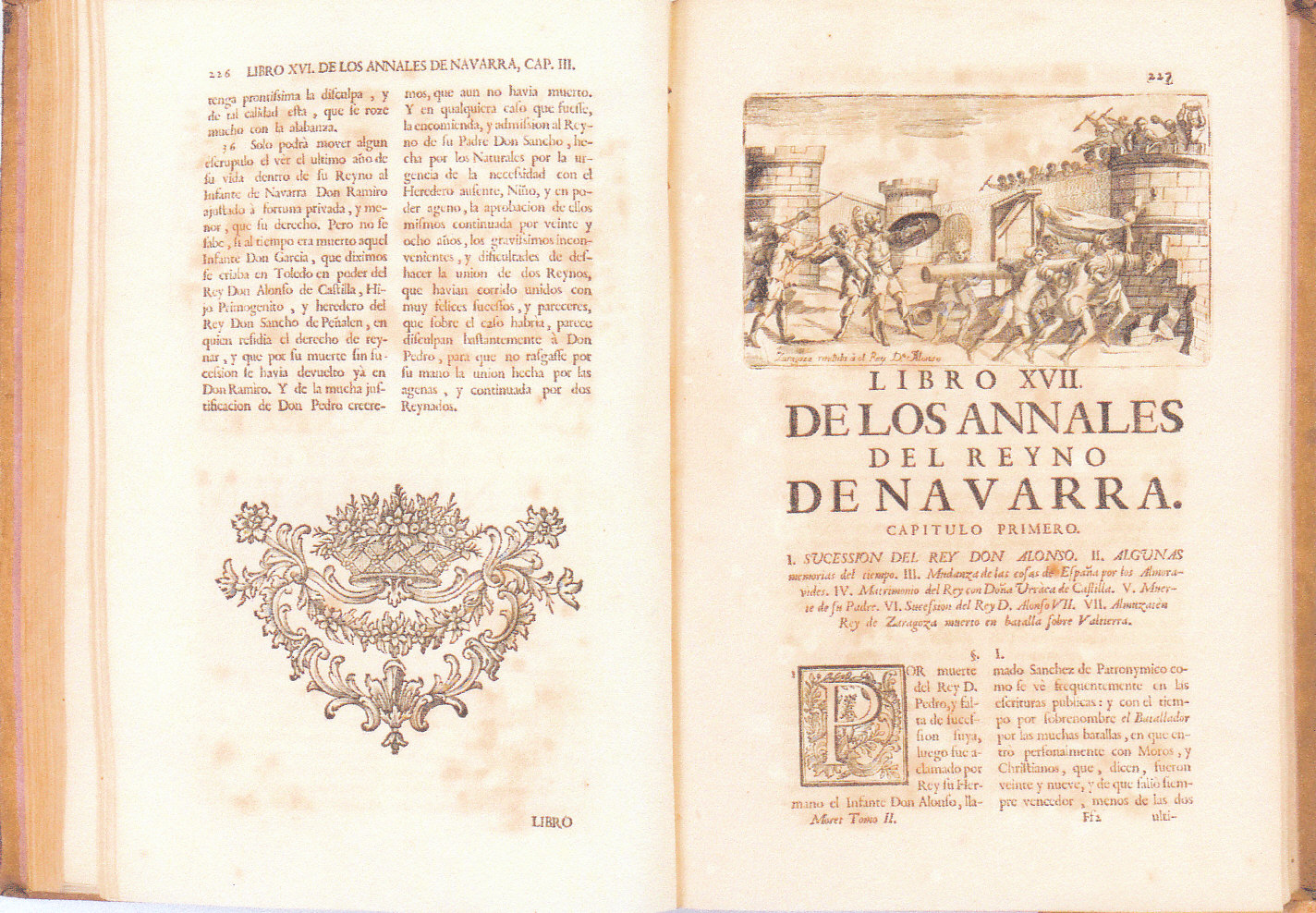
Grabado calcográfico al inicio del Libro XVII de los Anales del reino de Navarra correspondiente a la edición de 1766

## La segunda edición (1766)
Finalmente, en 1766, se pudo disponer de una nueva edición de los cinco volúmenes de los Anales más los dos correspondientes a las Investigaciones históricas y a las Congresiones apologéticas, que corrió a cargo íntegramente de la Diputación. 
La supervisión se encomendó al jesuita pamplonés Joaquín Solano y la impresión a Pascual Ibáñez, que realizó su trabajo con oficio y puntualidad. La obra se abre con un solemne frontispicio en el que figura el escudo del reino de Navarra grabado por Juan de la Cruz. Al comienzo de cada libro en que se divide la obra, se presenta un grabado alusivo al contenido del mismo; este cometido fue encomendado a José Lamarca, que, como Juan de la Cruz, era de origen aragonés y se había establecido en Pamplona.
Esta edición aportó como novedad un índice alfabético de las "cosas notables" y otro "particular de los libros y capítulos" que había preparado el editor literario, Joaquín Solano. Este cobró por su trabajo cien doblones de oro, además de recibir dos juegos de la obra y, según era costumbre en estos casos, dos arrobas de chocolate.
Se tiraron quinientos juegos y se entregó uno a cada diputado de las Cortes de 1765, quince años más tarde se repitió el obsequio a los asistentes a las Cortes celebradas en 1780. 
Como era práctica habitual, la nueva edición se anunció en la "Gaceta de Madrid": 

Nueva impresión de los Anales, Investigaciones y Congresiones Apologéticas del Reino de Navarra en siete tomos de a folio, corregida por su original, aumentada con algunos nuevos instrumentos e ilustrada con láminas. Se vende en Madrid en la librería de Bustamante, en la Puerta del Sol, frente a la obra de Correos, y en Pamplona en casa de D. Ignacio Zubialde. Suprecio en pergamino 360 reales de vellón y en pasta [tapa dura] 450 reales.

La venta fue inferior a lo esperado, en buena parte porque las instituciones del Reino, entre las que se encontraban los municipios, ya disponían de la primera edición. Sea como fuere, en 1780, a la vista de que el almacén estaba repleto, las Cortes acordaron abaratar la obra: "Que quede a cargo de la Diputación el arreglar el precio de los Anales para su venta, rebajando del que actualmente tienen." En 1784, 18 años después de la publicación, puesto que la situación continuaba sin mejorar, ordenaron mandar a la “villa y corte de Madrid los [juegos] que quepan en dos o tres cargas”. El destino fue institucional: los organismos oficiales.
Cuando las Cortes del reino recibieron la edición en 1766, en un arranque de optimismo, creyeron conveniente hacer otra más accesible, más manejable y popular; y para ello ordenaron la edición de los “Anales del Reyno en octavo [tamaño pequeño] o en la forma que mejor le parezca y cuando juzgare ser conveniente". De cualquier manera, dejaron sentado que no se trataba de un requerimiento urgente, máxime cuando acaban de recibir la nueva edición. Y no lo fue, porque al cabo de catorce años las Cortes, después de reconsiderar este asunto, resolvieron que no era necesaria porque todavía quedaban en el almacén muchos ejemplares de la principal.

## Ediciones posteriores (1890, 1969 y 1988)
En 1890 y 1891 vio en Tolosa la luz la tercera edición de los Anales del reino de Navarra. Corrió a cargo del Establecimiento Tipográfico y Casa Editorial de Eusebio López. Consta de doce volúmenes, de 24 cm y se adorna con numerosas ilustraciones modernistas firmadas por Thomas su. J. Mounies y por Mass. Publica las obras de José de Moret: los Anales del reino de Navarra (volúmenes 1-9), más las Investigaciones históricas (volúmenes 8-9), las Congresiones Apologéticas (volúmenes 10-11) y el Sitio de Fuenterrabía (volumen 12),
En 1969 La Gran Enciclopedia Vasca publicó, en ocho volúmenes, una edición facsímil de la aparecida en 1776, a la que añadió el Sitio de Fuenterrabía. Incluía un estudio preliminar de José María Martín de Retana y un epílogo de José Ramón Castro Álava.
Entre 1988 y 1990 el Gobierno de Navarra publicó los Anales del Reino de Navarra, en una edición anotada y con índices a cargo de Susana Herreros Lopetegui; se abre además con un prólogo de Ángel Martín Duque. Sigue la segunda edición (1766). Consta de cinco tomos.